# アゼルバイジャン自由党
アゼルバイジャン自由党（アゼルバイジャンじゆうとう、Azərbaycan Liberal Partiyası、通称:ALP）は、アゼルバイジャン共和国の自由主義政党。

## 概要・歴史
1995年6月3日にアゼルバイジャン国家書記（国務長官）を勤めたララ・シェフケット（Lala Shevket ）によって結成。同年8月15日、アゼルバイジャン司法省に登録された。自由党は党の目標として法治国家の建設、社会的に適正な自由経済、議会制民主政治、三権分立、法の下の平等を掲げた。
党の最高機関は党大会である。主要な常任執行機関は政治評議会、執行委員会（幹部委員会）、中央修正委員会（調整委員会）がある。
党の創設者、初代党首であるララ・シェフケットは医学・哲学博士、教授。1995年6月3日、党組織委員会で党議長に選出された。2003年6月、大統領選挙に立候補することを理由として議長を辞任した。6月7日の第3回党大会で精神的、理論的指導者と位置づけられた。2000年11月5日、2001年1月7日に行われた総選挙では得票率1.3パーセントに留まり、議席を得ることはできなかった。
議長代行には党前執行委員会議長アヴァズ・テミルカン（テミルハン、Avaz Temirkhan）が、後任の執行委員会議長にはエルマン・マンマザデ（Elman Mammadzade）が選出された。

## 党機関

### 執行委員会（幹部委員会）
(2007年2月17日に選出)
1. エルマン・マンマザデ（Elman Mammadzade、1959年スムガイト生まれ。1996年から自由党員）
2. ソルマズ・アジソワ（Solmaz Azizova、1963年バクー生まれ。1995年から自由党員）
3. セファ・クリエフ（Sefa Quliyev、1950年レンコラン州出身。1996年入党）
4. ミヤジ・アバソフ（Niyazi Abbasov、1965年バクー出身。1997年入党）
5. マヒル・ヤクボフ（Mahir Yaqubov、1958年クーバ州出身。1998年入党）
6. エルダール・アムラホフ（Eldar Amrahov、1951年イスマイリ州出身。2001年入党）
7. エルマン・アバソフ（Elman Abbasov、1969年クバドリ州出身。2001年入党）
8. パルヴィーズ・ハジーエフ（Parviz Hajiyev、1949年グルジア共和国ドマニシ州出身。2002年入党）
9. イルハム・マンマドフ（Ilham Mammadov、1978年エフラフ市出身。2002年入党）
10. ユシフ・アブドゥラーエフ（Yusif Abdullayev、1965年バクー出身。2003年入党）
11. カマラ・イスケンデロワ（Kamala Iskenderova、1966年ガンジャ市出身。2003年入党）
12. ファルーフ・ジャビーエフ（Farrukh Jabiyev、1957年オルドゥバード州出身。2003年入党）

### 修正委員会（調整委員会）
1. イスマイル・アリアスケリリ（Ismayil Aliaskerli、議長）
2. オクタイ・アジモフ（Oqtay Azimov、副議長）
3. ムスタファ・バダロフ（Mustafa Badalov）
4. ジャンナトグル・ラマザノワ（Jannatgul Ramazanova）
5. フルシュド・アッバソワ（Khurshud Abbasova）
6. マムマダリ・ハサノフ（Mammadali Hasanov）
7. イマーメディン・ザキーエフ（Imameddin Zakiyev）